# 하야노 히로시
하야노 히로시(일본어: 早野 宏史, 1955년 11월 14일 ~ )는 일본의 전 축구 선수, 감독이다.

## 구단 경력
1978년부터 1986년까지 일본 사커 리그의 닛산 자동차에서 뛰었다. 1983년과 1985년에 천황배 우승을 차지하였다.

## 지도자 경력
은퇴 후에는 닛산 자동차(요코하마 마리노스)의 코치를 거쳐, 1995년 6월 감독으로 취임하였다. 1995년에 J1리그 우승을 차지하였다. 1999년부터 2001년까지 감바 오사카에서 감독을 맡았다. 2004년 가시와 레이솔의 감독으로 취임하였다.